# Carl Johansson (1837–1904)
Carl Johansson (i riksdagen kallad Johansson i Esset), född 21 mars 1837 i Norra Björke församling, Älvsborgs län, död 15 augusti 1904 i Vänersborg, var en svensk militär och riksdagsman.
Johansson var fältintendent av andra graden i Intendenturkårens reserv. I riksdagen var han ledamot av andra kammaren åren 1887–1893, invald i Flundre, Väne och Bjärke domsagas valkrets.